# Postamt Bitterfeld

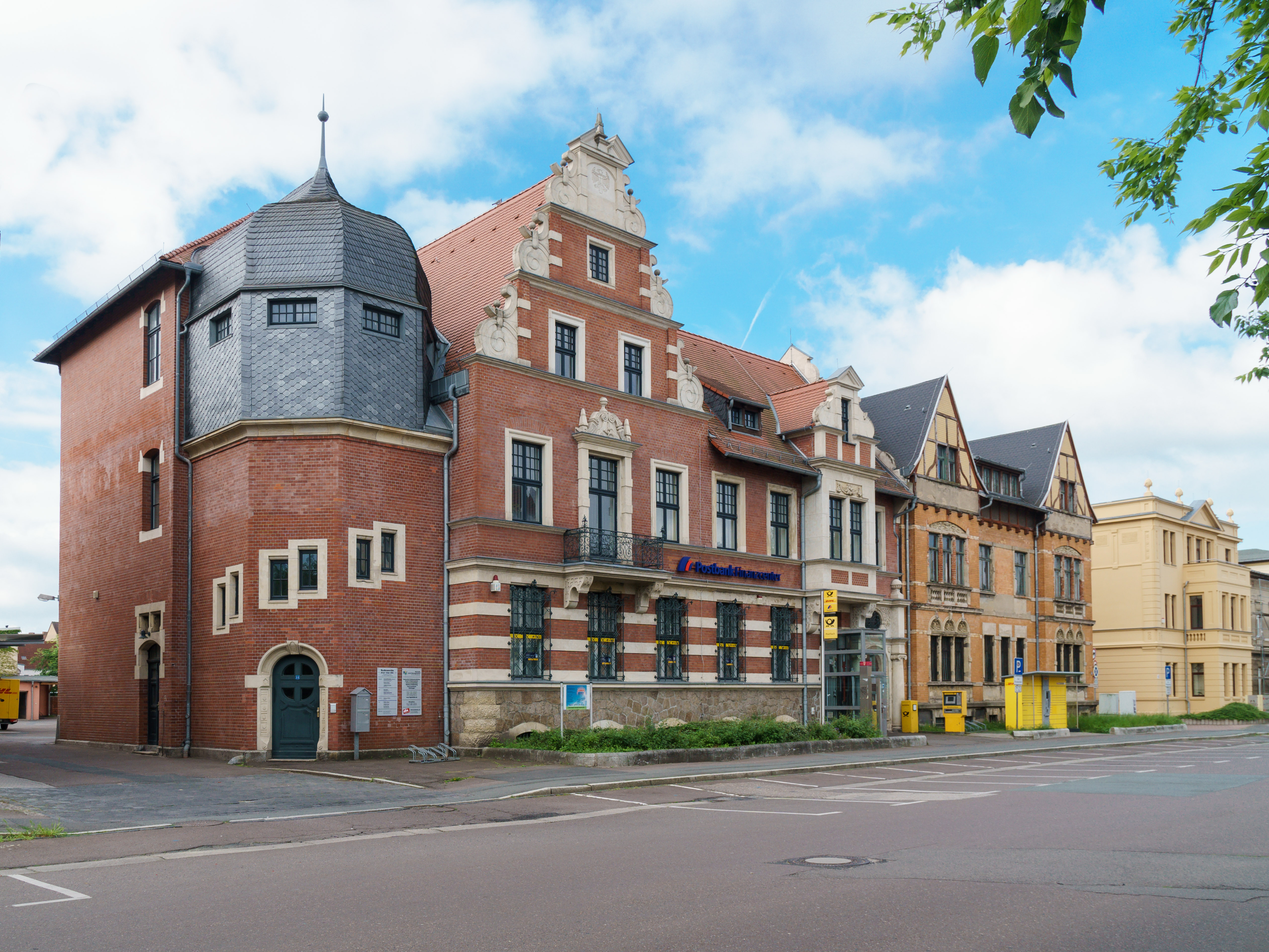
Postamt Bitterfeld (2017)

Das Postamt Bitterfeld ist eine ehemalige örtliche Dienststelle der Deutschen Post in der Stadt Bitterfeld-Wolfen im Landkreis Anhalt-Bitterfeld in Sachsen-Anhalt.

## Geschichte
Jahrhundertelang befand sich eine Postverwaltung im benachbarten Holzweißig, doch nach dem Übergang der sächsischen Gebiete an Preußen nach dem Wiener Kongress wurde im Zuge des Baus der preußischen Staatschaussee diese Postverwaltung im Jahr 1822 nach Bitterfeld verlegt. Sie befand sich zunächst am Markt und wurde später direkt an der Chaussee in der Hallischen Straße angesiedelt, bevor sie in die Schießhausstraße umzog. Mit der Eröffnung des Bahnhofs westlich von Bitterfeld im Jahr 1857 entstand ein neues Viertel entlang der neuen Straßen, die Altstadt und Bahnhof verbanden. In der heutigen Lindenstraße entstanden verschiedenste Einrichtungen vom Hotel Kaiserhof bis zum Gericht, darunter auch ein Kaiserliches Postamt der Reichspost. Dieses wurde am 29. September 1901 eröffnet.
Erste Pläne für einen Neubau lassen sich im Jahr 1898 nachweisen. Als Architekt gilt der Postbaurat Caltner. Im Gebäude in der Lindenstraße befanden sich neben den üblichen Einrichtungen wie der Schalterhalle oder der Paketannahme auch Räumlichkeiten für die Postverwaltung im Erdgeschoss, das Fern- und Telegrafenamt, für Maschinenräume, Wohnungen für Postmitarbeiter in den oberen Geschossen oder auch Garagen. Nach dem Ersten Weltkrieg wurde die Einrichtung in Deutsches Postamt umbenannt.
Im Jahr 1924 erfolgte eine Neuordnung der Nutzungen durch den Postbaurat Ratzeburg. So wurden die Pferdeställe und Remisen 1924 zu Autogaragen und Fahrradschuppen für die Austräger umgebaut. 1926 folgte der Neubau einer Kraftwagenhalle. Im Jahr 1937 begann man damit, Landpoststellen im Umfeld der Stadt einzurichten – etwa in Greppin, Friedersdorf, Holzweißig, Muldenstein, Sandersdorf oder Zscherndorf. In den letzten Tagen des Zweiten Weltkriegs wurde das Amt geschlossen und noch im selben Jahr entnazifiziert.
Die für den Straßennamen verantwortlichen Linden vor dem Gebäude wurden im Jahr 1974 gefällt, so dass dort Parkplätze entstehen konnten. Im Jahr 2001 folgte zwischen August und Dezember ein weiterer Umbau des Gebäudes, 2008 wurde das Postamt zunächst an eine Luxemburger Investmentfirma verkauft und dann durch die Postbank gemietet, die einen Teil der Dienstleistungen der Post weiterhin anbot. Am 28. Mai 2019 wurde die Filiale endgültig geschlossen und stattdessen eine neue Partnerfiliale der Post in der Nähe in der Walther-Rathenau-Straße 56 eröffnet. Danach zogen Anwaltskanzleien in das Haus ein.

## Baubeschreibung
Es entstand ein Gebäudekomplex mit einem gemeinsamen Innenhof, der aus zwei recht unterschiedlichen Häusern sowie weiteren Hofbauten besteht. Das östliche Gebäude, das direkt neben dem Amtsgericht entstand und heute die Hausnummer 11 trägt, lässt sich klar der Neorenaissance zuordnen. Insbesondere der zentrale Schweifgiebel ist deutlich von Bauten der Nordischen Renaissance des 16. Jahrhunderts inspiriert. In seinem oberen Bereich befindet sich eine Reliefplatte mit preußischem Adler. Der rote Backsteinbau besteht aus ineinander geschobenen Gebäudeteilen: ein Turm an der Nordostecke, ein diesen südlich und westlich umschließendes Hauptgebäude mit einem größeren Giebel sowie ein Gebäude neben dem Turm, das in der Häuserflucht steht und durch einen Erker mit Giebel betont wurde. In seiner westlichsten Achse befindet sich der Haupteingang. Ein weiterer Eingang wurde im Turm angelegt, der – als Treppenturm ausgestaltet – Achteckigkeit antäuscht, aber im ersten und zweiten Geschoss nur dreiseitig ist. Lediglich seine Haube setzt die Täuschung weiter fort. Ein dritter Eingang befindet sich an der Ostseite des Hauses.
Um den Eindruck eines zusammengesetzten Hauses zu vermeiden, wurde ein gemeinsamer Sockel für diese beiden Gebäude geschaffen, der das Kellergeschoss betont und sich mit angedeuteten Bruchsteinen bewusst abhebt, so dass der Bau an der Straße wie ein Flügel des Baus am Turm wirken kann. Um dies zu verstärken, wurden auch die einzelnen Geschosse horizontal einheitlich gegliedert: Das Erdgeschoss mit weißen Querstreifen, das erste Obergeschoss mit – ebenfalls farblich abgehobenen – Sandsteinfassungen an den Fenstern und einem Gesims, das die Unterbrechungen durch Balkon und Erker ausgleicht, und im Dachbereich durch die Gestaltung der Giebel im gleichen Renaissancestil mit Voluten und erneuten Sandsteinfassungen der Fenster.
Der Dreiecksgiebel des Hauptgiebels ist im Gegensatz zum Dreiecksgiebel des Erkers mit einem kleinen Obelisken durchbrochen worden. Solche Obelisken finden sich auch an der Bekrönung des darunter gelegenen Balkons, der in der mittleren der drei Achsen des Hauptgiebels zu finden ist. Statt hier auch den Haupteingang anzuordnen, wurde dieser in die westlichste Achse des Gebäudes verlegt, wo das Renaissanceportal seine Wirkung kaum entfalten kann. Durch den Giebel, der die beiden Gebäude verbindet, und den – angedeutet achteckigen – Treppenturm, der neben dem Giebel steht, sich aber vom Rest abhebt, entstand auch insgesamt eine Aufteilung, die sich jeglicher Symmetrie verweigert.
Trotz aller Bemühungen, Verbindungen zwischen den Gebäudeteilen zu schaffen, entsteht der Eindruck einer ungewöhnlichen Aufteilung. So wurden um den Erkergiebel Fledermausgauben angeordnet, von denen die rechte über der Fensterachse zu finden ist, wohingegen die linke zwischen zwei Fensterachsen gesetzt wurde. Durch das auskragende Dach des westlichen Gebäudeteils wird auch die Trennung beider Gebäudeteile wieder deutlicher. Am Treppenturm wurden je zwei Fenster gruppiert, aber zu eng auf die Häuserecke konzentriert, so dass auch sie eher deplatziert wirken. Zeitweise befand sich auf dem Dach zudem ein Antennenturm, der das historische Gesamtbild beeinträchtigte.
Das westlich angrenzende Gebäude trägt die Hausnummer 13 und ist nur in reduzierter Form erhalten geblieben. Das historistische Bauwerk hebt sich deutlich von seinem Nachbarn ab, da es mit gelben Klinkern errichtet wurde. Vermutlich handelt es sich – wie so oft im damaligen Bitterfelder Bergbaurevier – um Greppiner Klinker. Obwohl es baulich zum Postamt gehört und keinen eigenen Straßeneingang besitzt, ist es streng symmetrisch gestaltet, besitzt zwei aus der Häuserflucht geschobene Risalite, bei denen das Erdgeschoss, das Obergeschoss und das Giebelgeschoss identisch gestaltet wurden. Zwischen beiden befindet sich ebenfalls ein auskragendes Dach. Vor diesem mittleren Gebäudeteil befand sich früher eine Holzveranda, die über beide Stockwerke reichte und in Holzelemente überging, die vor die Giebel gesetzt worden waren und die weiter als heute auskragenden Dächer zusätzlich schmückten.
Das Gebäude steht als Baudenkmal unter Denkmalschutz, umfasst beide Hausnummern und ist im Denkmalverzeichnis mit der Nummer 094 16223 erfasst.